# Matthias Moosdorf
Matthias Moosdorf (* 20. April 1965 in Leipzig) ist ein deutscher Cellist und Politiker (AfD). Seit 2021 ist er Mitglied des Deutschen Bundestags. Von Ende 2023 bis Mai 2025 war er Leiter des Arbeitskreises für Außenpolitik der AfD-Fraktion. Zudem war er während dieser Zeit auch Außenpolitischer Sprecher.

## Leben

### Musik
Matthias Moosdorf ist der Sohn des Leipziger Violinisten Otto-Georg Moosdorf. Nach der Berufsausbildung (Elektronik) mit Abitur studierte er an der Hochschule für Musik in Leipzig bei Jürnjakob Timm, Wolfgang Weber und Gerhard Bosse. 1991 legte er das Konzertexamen ab und war bis 1996 Assistent an der Leipziger Hochschule, an der er anschließend bis 2006 einen Lehrauftrag für Violoncello und Kammermusik innehatte.
Moosdorf war von 1988 bis 2019 Mitglied des Leipziger Streichquartetts, mit dem er über 120 CDs einspielte und in 60 Ländern gastierte. Gleichzeitig war er von 1991 bis 2001 Solocellist im Leipziger Kammerorchester. Von 2006 bis 2014 spielte er im Trio Ex Aequo mit Gerald Fauth (Klavier) und Matthias Wollong (Violine) sowie seit 2007 im Trio Ecco (!) mit seiner Frau Olga Gollej (Klavier) und Karl Leister (Klarinette). Bis 2018 war er künstlerischer Leiter der Musikreihe „Musique aux Salles de Pologne“. Er spielt auf einem Cello von Andrea Guarneri aus dem Jahr 1697.
Seit August 2024 ist er Honorarprofessor an der Moskauer Gnessin-Musikhochschule. Der Bundestagsabgeordnete Konstantin von Notz kritisierte, dass diese Berufung zeige, wie eng die Drähte zwischen Moskau und der AfD seien. „Wie man als außenpolitischer Sprecher glaubhaft Politik machen will, während man sich aus Diktaturen über Honorarprofessuren finanzieren lässt, weiß wohl nur die AfD selbst“, sagte von Notz.

### Politik
Im September 2016 trat Moosdorf der Partei Alternative für Deutschland bei. Innerparteilich galt er zunächst als enger Vertrauter der Parteivorsitzenden Frauke Petry und ihres Gatten Marcus Pretzell, an deren Hochzeitsfeier er im Dezember 2016 mitwirkte. Er verfasste Texte für Petrys Blog „Der Blaue Kanal“ und fungierte als Berater der AfD-Fraktion im sächsischen Landtag. Nach einem Zerwürfnis mit Petry und Pretzell wandte sich Moosdorf dem rechten Parteiflügel zu.
Gemeinsam mit Michael Klonovsky setzte er sich für die Gründung einer parteinahen Stiftung der AfD unter der Bezeichnung „Gustav-Stresemann-Stiftung“ ein. Etwa seit Januar 2018 war Moosdorf wissenschaftlicher Mitarbeiter des bayerischen AfD-Bundestagsabgeordneten Martin Hebner. Er gehörte zu den Erstunterzeichnern der Gemeinsamen Erklärung 2018 gegen „illegale Masseneinwanderung“.
Laut Berichten der Leipziger Volkszeitung, Redaktionsnetzwerks Deutschland und der Zeit im November 2018 war Moosdorf der hauptverantwortliche Treiber für die AfD-Kampagne gegen den UN-Migrationspakt. Im Januar 2018 habe Matthias Moosdorf erstmals vom Migrationspakt erfahren, die AfD habe eine Debatte im Ausschuss des EU-Parlaments erzwungen. Moosdorf habe die Akten studiert, sich über das Büro Hebner international mit FPÖ, SVP, dem polnischen Botschafter und Italienern ausgetauscht und deutschlandweit Vorträge gehalten. Bis September 2018 sei es gelungen, die Widerstände in der Partei gegen das sperrige Thema zu überwinden.
Seit Februar 2020 ist er Beisitzer im Parteivorstand der AfD Sachsen.
Bei der Bundestagswahl 2021 zog Moosdorf mit 25,6 % der Erststimmen im Wahlkreis Zwickau als Direktkandidat in den Bundestag ein. Von 2021 bis 2024 war er außenpolitischer Sprecher der AfD-Fraktion. 2025 gewann er den Wahlkreis erneut. Im 21. Deutschen Bundestag wollte er wieder Mitglied im Auswärtigen Ausschuss werden, verlor aber fraktionsintern mehrere Kampfabstimmungen um die Plätze, die der AfD zustehen.

## Funktionen und Mitgliedschaften
- 2019 stellv. Vorsitz der Oswald-Spengler-Stiftung (vorher: Gustav Stresemann Stiftung)
- Mitglied und Vorstand der Gesellschaft Harmonie Leipzig
- Geschäftsführung der Pierrot Lunaire GmbH
- Außerordentliches Mitglied des Goethe-Instituts

## Preise und Auszeichnungen
Zu den Auszeichnungen des Leipziger Streichquartetts, deren Mitglied Moosdorf von 1988 bis 2019 war, siehe Leipziger Streichquartett#Auszeichnungen.

## Kritik und Kontroversen
Im März 2017 berichtete der Musikkritiker Arno Lücker im Musikblog der Neuen Musikzeitung kritisch über Moosdorfs politisches Engagement und Äußerungen, die Lücker als rechtspopulistisch charakterisierte. Er sei irritiert gewesen: „Also der postet halt jeden Tag mehrere Artikel gegen Flüchtlinge, veröffentlicht angebliche Statistiken von gestiegenen Vergewaltigungszahlen von Flüchtlingen. Und das geht eigentlich gar nicht.“ Moosdorfs Taktik, die Lücker an ausgewählten Screenshots seiner fast täglichen Beiträge darstellte, gehe so: „Aus den seriösen Medien sucht er sich einseitig diejenigen Meldungen heraus, in denen es um Kriminalität von Flüchtenden oder anderen Menschen mit Migrationshintergrund geht. […] Ein bedauerlicher Fall von Rechtspopulismus.“ Jan Sternberg (rnd) kommentierte, wer wie Trump und Moosdorf an eine von interessierter Stelle geförderte „no borders“-Ideologie glaube, sehe den Migrationspakt davon durchflossen. Jede Formulierung scheine dann den Beweis abzugeben, auch wenn der Text dies nicht meine.
Im August 2018 schrieb Moosdorf in einem Blog-Kommentar dem ehemaligen Pfarrer der Leipziger Thomaskirche, Christian Wolff, eine Mitverantwortung für Gewaltdelikte in Deutschland zu: „Ärzte werden früh in ihrer Sprechstunde für andere Menschen von Migranten ermordet, Mädchen werden vergewaltigt und umgebracht. Jeden Tag. Und Leute wie Sie, die das alles von der unsäglichen Kanzel mit auf den Weg gebracht haben, sorgen sich um das Bild in der Öffentlichkeit.“ Ein Strafantrag Wolffs gegen Moosdorf wegen Verleumdung wurde von der Staatsanwaltschaft Leipzig zurückgewiesen.  Moosdorf bezeichnete die Vorwürfe auf Nachfrage als unsinnig, da Verleumdung Öffentlichkeit brauche, sein Kommentar aber nicht veröffentlicht worden sei. Die Staatsanwaltschaft sah die Tatbestände der Verleumdung und der üblen Nachrede nicht erfüllt, da es sich um Werturteile handele, die wegen fehlender Veröffentlichung auch keine Behauptung gegenüber Dritten darstelle. Wolff kritisierte die Entscheidung der Staatsanwaltschaft. Moosdorf wurde außerdem von Christian Grimm (Augsburger Allgemeine) die Aussage zugeschrieben, Migranten seien „völlig unberechenbare, unserer Kultur fremde Menschen“.
T-online berichtete am 10. Dezember 2024, die beiden Cello-Konzerte, die er und seine Ehefrau 2023 und 2024 gemeinsam in Russland gaben, seien vom Putin-Regime bezahlt worden. 
Der Arbeitskreis Außen der AfD-Fraktion im Deutschen Bundestag will Moosdorf als außenpolitischen Sprecher der AfD-Bundestagsfraktion absetzen.

## Privates
Moosdorf ist verheiratet und hat vier Kinder.

## Schriften
- Ludwig van Beethoven. Die Streichquartette. Bärenreiter 2007, ISBN 978-3-7618-2108-4
- Gehört der Islam zu Deutschland? Broschüre der AfD, Redaktion Matthias Moosdorf.[31]